# Trapsoul
 (septembre 2018).
Si vous disposez d'ouvrages ou d'articles de référence ou si vous connaissez des sites web de qualité traitant du thème abordé ici, merci de compléter l'article en donnant les références utiles à sa vérifiabilité et en les liant à la section « Notes et références ».
Singles
1. Don't
Sortie : 20 mai 2015
2. Exchange
Sortie : 8 mars 2016
3. Sorry not sorry
Sortie : 21 juin 2016

Trapsoul (stylisé en T R A P S O U L) est le premier album du chanteur américain Bryson Tiller sorti le 2 octobre 2015 sur le label RCA Records.

## Single
En 2014, Bryson Tiller sort le premier single extrait de son album intitulé Don't.

## Promotion
Le 16 décembre 2015, Tiller annonce la date de sa première tournée intitulée TrapSoul Tour[réf. nécessaire] qui commence le 24 janvier 2016 à Portland, Oregon.

## Liste des titres
| 1.    | Intro (Difference) | - Bryson Tiller - Robert Watson                       | - Rob Holladay - Neil Dominique             | 1:31 |
| 2.    | Let Em' Know       | - Bryson Tiller - R. Kelly                            | Syk Sense                                   | 4:21 |
| 3.    | Exchange           | - Bryson Tiller - Evelyn Hall - Michael Johnson       | Foreign Treck                               | 3:14 |
| 4.    | Fore However Long  | - Bryson Tiller - Brian Defeo - Robert Henle          | Fayo & Chill                                | 2:04 |
| 5.    | Don't              | - Bryson Tiller - Tavoris Hollins, Jr. - Mariah Carey | Epikh Pro                                   | 3:18 |
| 6.    | Open Interlude     | - Bryson Tiller - Eric Dunn - Alex sley               | - Bagheera Smoov - Ayo - Keyz - Just Hustle | 2:41 |
| 7.    | Nine Ten Fortune   | - Bryson Tiller - Fitzgerald Scott                    | Syk Sense                                   | 3:10 |
| 8.    | The Sequence       | - Bryson Tiller - Shai - Marc Garvey - Sango          | - Sango - Chris Bon                         | 3:14 |
| 9.    | Rambo              | - Bryson Tiller - Scugg                               | - Syk Sense - Chris King                    | 3:43 |
| 10.   | 502 Comme Up       | - Bryson Tiller - Christopher Justice                 | - J-Louis - Gravez                          | 3:16 |
| 11.   | Sorry Not Sorry    | - Bryson Tiller - Timothy Mosley                      | - Timbaland - Milli Beatz                   | 3:20 |
| 12.   | Been That Way      | - Bryson Tiller - Mosley - Evan Barnes, Jr.           | - Timbaland - Fadah MaJa                    | 3:19 |
| 13.   | Overtime           | - Bryson Tiller - Huizar                              | J-Louis                                     | 3:38 |
| 14.   | Right My Wrongs    | - Bryson Tiller - Tommy Evans - Ruby Wood             | - Foreign Teck - Holladay - Rico Evans      | 4:09 |
| 44:58 |                    |                                                       |                                             |      |